# Spodnje Prapreče
Spodnje Prapreče je vas južno od Lukovice v Občini Lukovica na robu Ljubljanske kotline. V jedru vasi stoji cerkev sv. Luke iz začetka 16. stoletja. Cerkev je bila zgrajena v gotskem stilu z značilnim prezbiterijem in zunanjimi oporniki. Kamniti členi imajo številne figuralne konzole in sklepnike. Notranjost cerkve je poslikana s freskami. Cerkev in pokopališče je obdano z kmanitim zidom iz 19. stoletja.